# Bende Ildikó
Bende Ildikó (Kecskemét, 1943. március 4. –) Aase-díjas magyar színésznő a Győri Nemzeti Színház Örökös Tagja

## Életpálya
Kecskeméten született, 1943. március 14-én. Tanárképző Főiskolán 1963-ban diplomázott, rövid ideig Somogyjádon tanított. 1964-ben Kaposváron a Csiky Gergely Színházban kezdte pályáját, ahol volt súgó, tánckari tag és segédszínész is. Shakespeare: Vihar című drámájában Ariel szerepében debütált, mint színésznő. 1966-tól a kecskeméti Katona József Színház színésznője volt. 1974-től a győri Kisfaludy Színház, illetve a Győri Nemzeti Színház művésze. A győri József Attila Művelődési Ház bábszínházának alapító tagja.
Játszik a Holle Anyó Gyermekszínházban is. Vendégként fellépett a győri Vaskakas Bábszínházban, a Gózon Gyula Kamaraszínházban, a székesfehérvári Vörösmarty Színházban és a tatabányai Jászai Mari Színházban is. 2006-ban Aase-díjat kapott, a Győri Nemzeti Színház Örökös Tagja
Férje a Győri Nemzeti Színház korábbi ügyvezető igazgatója, Takács László volt, aki 2022-ben hunyt el. Gyermekeik: Tünde és László.

## Fontosabb színházi szerepei
- William Shakespeare: A vihar...Ariel
- William Somerset Maugham – Marc-Gilbert Sauvajon: Csodálatos vagy, Júlia!...Házvezetőnő
- Déry Tibor – Pós Sándor – Presser Gábor – Adamis Anna: Képzelt riport egy amerikai popfesztiválról...Marianne
- Siposhegyi Péter: Szevasz, Tavasz...Titkárnő
- Turián György: Az aranyhajú királyfi...szereplő
- Lehár Ferenc: A mosoly országa...Hardegg bárónő
- Lehár Ferenc: Luxemburg grófja...Fleury
- Georges Feydeau: A női szabó...Madame D'Herblay
- Ödön von Horváth: Mesél a bécsi erdő...Helén
- Lázár Ervin: A kacsakirálylány...dajka
- Friedrich Dürrenmatt: Az öreg hölgy látogatása...Mathilde Blumhard
- Jiři Hubač: A régi jó zenekar...Linzer Annamária
- Nyikolaj Vasziljevics Gogol: A revizor...A lakatosné
- Victorien Sardou – Émile Moreau: Szókimondó asszonyság...Savaryné
- Kovách Aladár: Téli zsoltár...Sikóné
- Valeri Petrov – Georgi Genkov: Tengerkék..Ildikó és a Medúzák anyja
- Lion Feuchtwanger: Marie-Antoinette...Tissonné
- Hunyady Sándor: A három sárkány...Borzóné
- Csurka István: Döglött aknák...Paálné
- Jacobi Viktor: Leányvásár...Harrisonné
- Jean-Paul Sartre: A legyek...vénasszony
- Georg Büchner: Danton halála...Simon felesége
- Peter Weiss: Marat/Sade...Coulmier felesége
- Branislav Nušić: A miniszterné...Nata
- Ábrahám Pál: Viktória...Mrs. Axelblom
- Huszka Jenő: Lili bárónő...Illésházy Agátha grófnő
- Huszka Jenő Gül baba...Zulejka (Leila dajkája)
- Móricz Zsigmond – Kocsák Tibor – Miklós Tibor: Légy jó mindhalálig...Török néni
- Móricz Zsigmond: Nem élhetek muzsikaszó nélkül...Mina néni
- Edmond Rostand: Cyrano de Bergerac...Mater Margherite
- Robert Herling: Acélmagnóliák...Clairee
- Maury Yeston – Luther Davis: Grand Hotel...Raffaella Ottanio
- Szabó Magda: Régimódi történet...Klári
- Neil Dunn: Gőzben...Mrs. Meadow
- Alan Jay Lerner – Frederick Loewe: My fair lady...Mrs. Pearce
- Rideg Sándor – Tímár Péter: Indul a bakterház...banya
- Kálmán Imre: A cirkuszhercegnő...Slukkné
- Federico García Lorca: Bernarda Alba háza...Cseléd
- Jaroslav Hašek – Spiró György: Svejk...szereplő
- Barta Lajos: Szerelem...Fuchsné
- Borisz Leonyidovics Paszternak: Doktor Zsivágó...Madame Fléry
- Joseph Stein – Jerry Bock: Hegedűs a háztetőn...Jente
- Robert Thomas: Nyolc nő...Augustine (Gaby nővére)
- Michel Tremblay: Sógornők...Rose Quimet
- Mark Twain: Tom Sawyer...Polly néni (Vaskakas Bábszínház)
- Hunyady Sándor – Makk Károly – Bacsó Péter – Tasnádi István: A vöröslámpás ház...Tekla mama
- Henrik Ibsen: Nóra...Dajka
- Walter Bobbie – Tom Snow – Dean Pitchford: Rongyláb...Eleonor Dunbar (a felesége)
- Hans Christian Andersen: A hókirálynő...Mesemondó (Holló, Rénszarvas) (Holle Anyó Gyermekszínház)
- Grimm fivérek: Jancsi és Juliska...Banya (Nagymama) (Holle Anyó Gyermekszínház)
- Grimm fivérek: Csipkerózsika...Démona
- Sárosi István: Rákfene...Nénike
- Reginald Rose: Tizenkét dühös ember...6. esküdt
- Wilhelm Hauff: A kis Mukk...Ahazve varázslónő (Dajka) (Holle Anyó Gyermekszínház)
- Molnár Ferenc: Az üvegcipő...Adél anyja
- Molnár Ferenc: A testőr...A páholyosnő (Jászai Mari Színház)
- Laborfalvi Mária – Szűcs Péter Pál: Kisvakond világkörüli útja...Bagoly doktor; Kínai; Húsevő; Pingvin (Holle Anyó Gyermekszínház) (Gózon Gyula Kamaraszínház)
- Laborfalvi Mária – Szűcs Péter Pál: Harisnyás Pippi...Nevelőnő (Gózon Gyula Kamaraszínház)
- Laborfalvi Mária – Venczel Kovács Zoltán: Maci Brúnó kalandja a Mikulással ...Medve mama; Bagoly (Holle Anyó Gyermekszínház)
- George Bernard Shaw: Pygmalion...Mrs. Pearse házvezetőnő
- Spiró György: Koccanás...Öregasszony
- Eugène Ionesco: Rinocérosz...Fűszeresné
- Giulio Scarnacci – Renzo Tarabusi: Kaviár és lencse...Chaiarelli d'Adda (nagyvilági hölgy) (Vörösmarty Színház)
- Tennessee Williams: A vágy villamosa...Mexikói asszony; ápolónő
- Barabás Tibor – Darvas Szilárd – Kerekes János: Állami áruház...Novákné
- Háy János: A Gézagyerek...Vízike
- Márton Gyula: Csinibaba...Grúber néni (aki hazaviszi, a zsűri elnöke)
- László Miklós: Illatszertár...Első hölgy
- Arthur Miller: Salemi boszorkányok...Sarah Good
- Egressy Zoltán: Június...Beteg 5 (Zöldséges)
- Egressy Zoltán: Édes életek...Bözsi, Luca anyja, nyugdíjas, egykori kamionsofőr
- Lev Nyikolajevics Tolsztoj: Anna Karenina...Szülésznő
- Kosztolányi Dezső – Harag György: Édes Anna...Ficsorné
- Kodály Zoltán: Háry János...Anyóka
- Woody Allen: Semmi pánik...Szultána (a felesége)
- Ilf és Petrov: Tizenkét szék...Petuhova (Ippolit anyósa)
- Presser Gábor – Horváth Péter – Sztevanovity Dusán: A padlás...Mamóka, öreg nénike, aki mindent tud az emberekről
- Heltai Jenő: Tündérlaki lányok...Róza

## Önálló estek
- Gyermekműsorok, Verses összeállítások, Rendhagyó irodalomórák (Galgóczi Erzsébetről, Sulyok Vincéről stb.)
- Szatirikus művekből készült összeállítások

## Filmek, tv
- Kerek egy esztendő (gyerekműsor)
- Körtánc a világ körül (gyerekműsor)
- A varázsdoboz titka (gyerekműsor)
- Karácsonyi regölő (gyerekműsor)
- Rózsa Sándor (1971)
- Senkiföldje (1993)...Juszti
- Komédiások – Színház az egész... (2000)...Manyika
- Zsaruvér és Csigavér I.: A királyné nyakéke (2001)
- Zsaruvér és Csigavér II.: Több tonna kámfor (2002)
- Budakeszi srácok (2006)
- Zsaruvér és Csigavér III.: A szerencse fia (2008)
- Barátok közt ( 2010)
- Jóban-Rosszban – Zólyomi Róza (2017)
- X – A rendszerből törölve ( 2018)

## Díjak, elismerések
- Aase-díj (2006)
- Győr Művészetéért díj (2009)
- Szent László-díj (2016)
- Kortársasjáték – legjobb színésznő (2016)
- Kortársasjáték – legjobb színésznő (2018)
- Kortársasjáték – legjobb színésznő (2019)
- Gobbi Hilda-díj (2023)[2]